# Michael Swango
Joseph Michael Swango (nacido el 21 de octubre de 1954) es un médico estadounidense y un asesino en serie confeso. Se estima que Swango ha estado involucrado en hasta 60 envenenamientos fatales de pacientes y colegas, aunque solo admitió haber causado cuatro muertes. Fue condenado en el 2000 a tres cadenas perpetuas consecutivas sin posibilidad de libertad condicional, y cumple esa condena en la prisión ADX Florence supermax, cerca de Florence, Colorado.

## Biografía

### Primeros años
Swango nació en Tacoma, Washington y se crio en Quincy, Illinois, hijo de Muriel y John Virgil Swango. El padre de Swango era un oficial de carrera del Ejército de los Estados Unidos que sirvió en la Guerra de Vietnam y tuvo problemas con el alcohol. A su regreso de Vietnam, el padre de Swango se deprimió y se divorció de Muriel. Al crecer, Swango tuvo poco contacto con su padre siendo muy cercano a su madre.
Fue el mejor alumno de su clase en la escuela secundaria de Quincy Catholic Boys en 1972. Durante la escuela secundaria tocó el clarinete en la banda escolar.
Swango prestó servicio en la Infantería de Marina, graduándose como recluta en el Marine Corps Recruit Depot, San Diego, en San Diego; recibió un alta honorable en 1976. No participó de acciones en el extranjero durante su servicio, pero su entrenamiento en la Infantería de Marina le dejó hábitos con el ejercicio físico, por lo que cuando no estaba estudiando, a menudo se le veía correr o haciendo calistenia en el campus de Quincy y realizaba flexiones de brazos como una forma de autocastigo cuando lo criticaban los instructores. Swango asistió a la Universidad de Quincy, se graduó summa cum laude en química y recibió un Premio de la American Chemical Society. Después de graduarse de Quincy, Swango fue admitido en la facultad de medicina de la Southern Illinois University School of Medicine.
Swango mostró un comportamiento preocupante durante su tiempo en la universidad. Aunque era un estudiante brillante, prefería trabajar como paramédico en una ambulancia en lugar de concentrarse en sus estudios. Durante este período destacó en él una inmensa fascinación hacia los pacientes moribundos. A pesar de no llamar demasiado la atención en ese momento, muchos de los pacientes asignados a Swango terminaron "codificados" o presentando condiciones que amenazaban sus vidas, falleciendo por lo menos cinco de sus pacientes.
La indiferencia de Swango con sus estudios le dio problemas un mes antes de su graduación, cuando se descubrió que había falsificado evaluaciones en la rotación de obstetricia y ginecología. Varios de sus compañeros de estudios habían sospechado que había estado falseando evaluaciones desde el segundo año. Casi fue expulsado, pero se le permitió permanecer cuando un miembro del comité votó para darle una segunda oportunidad; en ese momento, se requería un voto unánime para que un estudiante fuera expulsado. Incluso antes, varios estudiantes y miembros de la facultad habían expresado su preocupación sobre su competencia para practicar la medicina. Finalmente, la escuela le permitió graduarse un año después de sus compañeros de clase, a condición de que repitiera la rotación de obstetricia y ginecología y completara otros requisitos en otras especialidades.

### Asesinatos
A pesar de una evaluación muy deficiente en la carta de recomendación del decano de la SIU, Swango obtuvo una pasantía quirúrgica en el Centro Médico de la Universidad Estatal de Ohio (hoy en día Wexner Medical Center at Ohio State University) en 1983, luego de la cual obtendría una residencia en neurocirugía. Mientras trabajaba en Rhodes Hall en la OSU, las enfermeras notaron que algunos pacientes aparentemente sanos comenzaron a morir misteriosamente con una frecuencia alarmante. En cada ocasión, Swango había sido el médico del piso. Una enfermera lo sorprendió inyectando algún "medicamento" en un paciente que luego enfermó sospechosamente. Las enfermeras informaron sus preocupaciones a los administradores, pero fueron objetadas como paranoicas. Swango fue absuelto de dichas acusaciones luego de una investigación superficial en 1984. Sin embargo, su trabajo había sido tan mediocre que la OSU retiró su oferta de la residencia después de que su pasantía terminó en junio. Más tarde, se supo que los funcionarios de la OSU temían que Swango los demandara si lo despedían sin causa, y decidieron sacarlo de Columbus lo antes posible después de finalizar la pasantía.
En julio de 1984, Swango regresó a Quincy y comenzó a trabajar como paramédico con el servicio de ambulancias del Condado de Adams, a pesar de que había sido despedido de un servicio de ambulancias en Springfield por hacer que un enfermo fuera por sus propios medios al hospital. Pronto, muchos de los paramédicos de la compañía comenzaron a notar que cada vez que Swango preparaba el café o traía algo de comida, algunos de ellos solían enfermar repentinamente, sin causa aparente. En octubre de ese año, Swango fue arrestado por el Departamento de Policía de Quincy, al hallarse en su posesión arsénico y otros venenos. El 23 de agosto de 1985, Swango fue declarado culpable de lesiones graves al envenenar a sus compañeros de trabajo. Por estos cargos fue condenado a cinco años de prisión.
La condena de Swango provocó recriminaciones al estado de Ohio. Una revisión concienzuda del colegio de abogados de Cleveland concluyó que la OSU debió haber informado a la policía sobre su conducta, y reveló varias deficiencias en la investigación inicial sobre Swango. No obstante, transcurrió otra década antes de que el Estado de Ohio reconociera formalmente que debió haber informado a las autoridades. Los fiscales del condado de Franklin, Ohio, también consideraron presentar cargos de asesinato e intento de asesinato contra Swango, pero se abstuvieron por falta de suficientes pruebas físicas.
En 1989, Swango, estaba libre nuevamente, cambia varias veces su lugar de residencia y encuentra trabajo como consejero en el centro estatal de desarrollo profesional en Newport News, Virginia. Fue expulsado luego de ser atrapado realizando actividades distintas a su trabajo en el horario laboral. Luego fue contratado como técnico de laboratorio para ATICoal en Newport News, hoy en día Vanguard Energy, una división de CITA Logistics. Durante su permanencia allí, varios empleados requirieron atención médica por presentar dolores de estómago. Alrededor de esa época, conoció a Kristin Kinney, una enfermera del Hospital Riverside. Se comprometieron y planearon casarse una vez que se establecieran. Fue empleado hasta 1991, cuando renunció a su puesto para buscar un nuevo trabajo como médico.
En 1991, Swango cambió su nombre a Daniel J. Adams e intentó ser admitido en un programa de residencia médica en el Ohio Valley Medical Center en Wheeling, Virginia Occidental. En julio de 1992, comenzó a trabajar en el Sanford USD Medical Center en Sioux Falls, Dakota del Sur. En ambos casos, falsificó documentos legales que utilizó para reincorporarse como médico y miembro respetado de la sociedad. Falsificó una hoja informativa del Departamento de Correccionales de Illinois alterando sus antecedentes penales, al afirmar que había sido condenado por un delito menor al pelearse con un colega por lo estuvo seis meses en prisión, en lugar de los cinco años que permaneció encarcelado por el ataque con veneno a sus compañeros de trabajo. La mayoría de los estados no otorgarían una licencia médica a un delincuente violento, considerando que una condena por un delito grave es una prueba de conducta poco ética. Falsificó una carta de "Restauración de los derechos civiles" del gobernador de Virginia, Gerald L. Baliles, afirmando falsamente que le habían restaurado el derecho al voto y a formar parte de un jurado cuando fuera requerido; la carta falsa además aseguraba que Swango no había cometido ningún crimen después de su "delito menor" y que llevaba un "estilo de vida ejemplar".
Swango estableció una excelente reputación en Sanford USD Medical Center, pero cometió un error al intentar unirse a la American Medical Association (AMA). La AMA realizó con posterioridad una verificación de antecedentes más exhaustiva que la que había hecho el Sanford USD Medical Center y descubrió la condena por envenenamiento. Luego del informe de la AMA y de hacer llamadas a varios de sus antiguos empleadores, el Sanford USD Medical Center despidió a Swango. Su mujer Kristin Kinney regresó a Virginia al comenzar a sufrir migrañas muy severas. Luego de dejar a Swango, los dolores de cabeza desaparecieron tan repentinamente como habían aparecido.
La AMA perdió temporalmente la pista de Swango, pero lo hallaron nuevamente inscrito en el programa de residencia médica en psiquiatría de la Universidad Estatal de Nueva York en la Escuela de Medicina Stony Brook. Su primera rotación fue en el departamento de medicina interna del Veterans Affairs Medical Center en Northport, Nueva York. Una vez más, sus pacientes comenzaron a morir sin ninguna razón explicable. Cuatro meses después, Kristin Kinney se suicidó y se encontró arsénico en sus tejidos. La madre de Kristin, Sharon Cooper, se horrorizó al descubrir que una persona con la historia de Swango podía practicar la medicina. Se puso en contacto con una amiga de Kristin que era enfermera en el Sanford USD Medical Center. Esta enfermera alertó al director de la institución clínica, Robert Talley, sobre el paradero de Swango. Talley telefoneó a Jordan Cohen, el decano de Stony Brook. Bajo un intenso interrogatorio del jefe del departamento de psiquiatría de Stony Brook, Alan Miller, Swango admitió que había mentido acerca de su condena por envenenamiento en Illinois. Fue despedido de inmediato. La protesta pública dio lugar a que Cohen y Miller fueran obligados a renunciar. Sin embargo antes de renunciar, Cohen envió una advertencia sobre Swango a las 125 escuelas de medicina y a los 1,000 hospitales universitarios de todo el país, lo que efectivamente incluyó a Swango en una lista negra de profesionales que no podían obtener una residencia médica en los Estados Unidos.
Desde el último incidente de Swango en el centro de médico de veteranos, las autoridades federales se involucraron. Swango se perdió de vista hasta mediados de 1994, cuando el FBI descubrió que vivía en Atlanta, y trabajaba como químico en una instalación de aguas residuales de una empresa de equipos informáticos. Poco después de que el FBI alertara a la compañía, Swango fue despedido por mentir en su solicitud de empleo. El FBI obtuvo una orden para acusar a Swango de utilizar credenciales fraudulentas para trabajar en el centro médico de veteranos.
En ese momento, Swango huyó del país. En noviembre de 1994, llegó a Zimbabue y usó documentos falsificados para obtener un empleo en el Mnene Lutheran Mission Hospital en el centro del país. Una vez más, sus pacientes comenzaron a morir misteriosamente. Como resultado de las sospechas del director médico, el Dr. Zishiri, Swango fue suspendido. Debido a que no se realizaron autopsias adecuadas, no se pudieron obtener conclusiones firmes. Durante su suspensión, contrató al prominente abogado David Coltart para permitirle regresar a la práctica clínica. También hizo un llamamiento a las autoridades en el Hospital Mpilo, Bulawayo, para permitirle mientras tanto continuar trabajando voluntariamente allí. Sin embargo, el Dr. Abdollah Mesbah, un residente de cirugía, se opuso a esto, ya que a menudo lo había encontrado husmeando misteriosamente en las salas de cirugía y en la unidad de cuidado intensivo, incluso cuando no estaba de guardia. Había sospechado que las muertes repentinas de algunos pacientes se debían a Swango, pero no tenía pruebas de ello.
En ese momento, Swango alquiló una habitación a una mujer viuda en Bulawayo, quien posteriormente enfermó gravemente después de ingerir una comida que había preparado para ella y una amiga. La mujer consultó a un médico local, Michael Cotton, quien sospechaba de envenenamiento por arsénico y la convenció de que enviara muestras de cabello para análisis forense a Pretoria. Las muestras confirmaron niveles tóxicos de arsénico en el cabello. Los informes de laboratorio fueron transmitidos por el Departamento de Investigación Criminal de la Policía de la República de Zimbabue y a través de Interpol al FBI, quien posteriormente visitó Zimbabue para entrevistar a Cotton y al patólogo en Bulawayo, el Dr. Stanford Mathe. Mientras tanto, Swango había sentido que la red se cerraba sobre él; cruzó la frontera con destino a Zambia y posteriormente a Namibia, donde encontró trabajo médico temporal. Fue acusado en ausencia de los envenenamientos. En marzo de 1997, solicitó un trabajo en el Royal Hospital en Dhahran, Arabia Saudita, utilizando un currículum falso.
Mientras ocurría todo esto, el inspector general Tom Valery del centro de veteranos, consultó con Charlene Thomesen un psiquiatra forense. Debido a su considerable experiencia clínica, Thomesen pudo revisar documentos y evidencias y dar un perfil psicológico de Swango. Valery fue llamado por el FBI para elaborar la acusación de Swango; a su vez Valery llamó al agente de la Administración de Control de Drogas (DEA) Richard Thomesen, quien estaba destinado en la Oficina de la DEA de Manhattan, para discutir el caso. La conversación de Thomesen se centró en Swango mintiendo en su solicitud al gobierno para trabajar con el Departamento de Asuntos de los Veteranos de los Estados Unidos, donde formuló medicamentos narcóticos. De este modo se obtuvo evidencia suficiente para que los agentes del Servicio de Inmigración y Control de Aduanas de los Estados Unidos arrestaran a Swango en junio de 1997 durante una escala de su avión en el Aeropuerto Internacional Chicago-O'Hare de camino a Arabia Saudita.
Ante las pruebas contundentes de sus actividades fraudulentas y la posibilidad de una investigación prolongada sobre su estancia en Zimbabue, Swango se declaró culpable de estafar al gobierno en marzo de 1998. En julio de 1998, fue condenado a 3 años y medio de prisión. El juez que dictó la sentencia ordenó que no se le permitiera a Swango preparar o entregar alimentos, o tener alguna participación en la preparación o distribución de medicamentos.
El gobierno aprovechó esta oportunidad para organizar un expediente con los crímenes de Swango. Como parte de esa investigación, los fiscales exhumaron los cuerpos de tres de sus pacientes y encontraron restos de veneno en sus cuerpos. También se halló evidencia de que Swango administró un relajante muscular al señor Baron Harris quien era paciente suyo, con una inyección de lo que supuestamente era un calmante. Dicho fármaco provocó que el señor Harris entrara en coma, por la hipoxia secundaria a la parálisis, lo que finalmente lo llevó a morir el 9 de noviembre de 1993. Además, los fiscales encontraron pruebas de que Swango mintió sobre la muerte de Cynthia Ann McGee, una paciente que trató durante su pasantía en la OSU. Swango afirmó que sufría insuficiencia cardíaca, cuando en realidad él la había asesinado al administrarle una inyección de cloruro de potasio que detuvo su corazón. El 11 de julio de 2000, menos de una semana antes de que saliera de la cárcel por el cargo de fraude, los fiscales federales de Long Island presentaron una denuncia penal acusando a Swango de tres cargos de asesinato, un cargo de agresión y cargos por declaraciones falsas, fraude postal y conspiración para cometer fraude electrónico. Al mismo tiempo, las autoridades de Zimbabue lo acusaron de envenenar a siete pacientes, cinco de los cuales murieron.
Swango fue acusado formalmente el 17 de julio de 2000 declarándose inocente. El 6 de septiembre, se declaró culpable de cargos por asesinato y fraude ante el juez Jacob Mishler. Si no lo hubiera hecho, se enfrentaba a la posibilidad de la pena de muerte en Nueva York y la extradición a Zimbabue. En la audiencia de sentencia, los fiscales leyeron pasajes espeluznantes de la agenda personal de Swango, donde describía con detalle la alegría que sintió durante la ejecución de sus crímenes. El juez Mishler condenó a Swango a tres cadenas perpetuas consecutivas. Actualmente está encarcelado en la ADX Florence cerca de Florence, Colorado.
En su libro Blind Eye, de James B. Stewart, estimó que, contando las muertes sospechosas en SIU, la evidencia circunstancial vincula a Swango con 35 muertes sospechosas. El FBI cree que puede ser responsable de hasta 60 muertes, lo que lo convertiría en uno de los asesinos en serie más prolíficos de la historia de Estados Unidos.
El caso fue presentado en el programa criminal estadounidense "Unsolved Mysteries", la serie de Oxygen (canal de televisión) "It Takes a Killer" y en Doctor of Death de National Geographic Channel.